# 정소현
정소현(1995년 7월 21일 ~ )은 대한민국의 모델이다.